# Cocinero mayor
Cocinero mayor era el jefe de cocina de la casa real. Se trataba de un oficio que requería personas de gran confianza y que fueran excelentes en su arte.
Una vez que el aposentador de palacio señalaba el lugar más conveniente para la cocina, se le hacían puertas trancadas por la mitad con sus buenas cerraduras y dichas llaves se daban al cocinero mayor. Junto a las mismas, se apostaban dos porteros de cocina que guardaban la puerta continuamente y no dejaban entrar a ninguna persona, salvo a los que servían en la cocina o a quienes el cocinero mayor daba licencia para ello. 
Los trabajadores de la cocina tenían ciertos privilegio por su puesto: los menudillos de todas las aves eran derechos correspondientes al cocinero, entre otros. Al cocinero se le proveían todos los alimentos y especias que necesita para su labor. Y en todas las cosas de comer y especias y lo que se llevaba a la cocina por los de la despensa, se hacía la salva al cocinero cuando lo recibía y después, cuando se llevaba guisado a la mesa por el maestresala, el cocinero hacía la salva delante del maestresala en cada plato o escudilla. 